# Gottlieb Heinrich Heer
Gottlieb Heinrich Heer (* 2. Februar 1903 in Ronchi, Grafschaft Görz, heute Region Friaul-Julisch Venezien; † 23. Oktober 1967 in Münsterlingen) war ein Schweizer Schriftsteller und Journalist.

## Leben

### Familie
Gottlieb Heinrich Heer war der Sohn des Fabrikdirektors und Auslandschweizers Joseph Emil Heer und dessen Ehefrau Anna (geb. Steiner; † 1956). Sein Onkel war der Schriftsteller Jakob Christoph Heer und seine Cousine die Bildhauerin Margrit Gsell-Heer.
Ab 1944 war er mit der späteren Literaturkritikerin Nelly (auch Nelli), der Tochter von Johann Heinrich Heusser, verheiratet. Seine Ehefrau promovierte 1942 mit ihrer Dissertation Barock und Romantik – Versuch einer vergleichenden Darstellung zur Dr. phil. 1971 wurde sie als Vizedirektorin in die Schulleitung der Kantonsschule Küsnacht aufgenommen.

### Werdegang
Gottlieb Heinrich Heer wuchs in der Heimatstadt seines Vaters Winterthur auf und besuchte die dortige Kantonsschule. Nach der Schule immatrikulierte er sich zu einem Studium der deutschen Literaturgeschichte, Germanistik und Kunstgeschichte an der Universität Bern, das er 1924 an der Universität Zürich fortsetzte. Mit seiner Dissertation Das Naturerlebnis Heinrich Federers: Grundzüge seiner künstlerischen Gestaltung und seiner psychologischen Deutung promovierte er 1930 in Bern zum Dr. phil.
Nach seinem Studium betätigte er sich als freier Schriftsteller in Ermatingen, Rüschlikon und ab 1947 in Zürich. In dieser Zeit war er auch Journalist und Redaktor der Schweizer Bücherzeitung und Mitarbeiter der Neuen Zürcher Zeitung. Im September 1939 wurde er zum Aktivdienst einberufen.

### Schriftstellerisches und öffentliches Wirken
Gottlieb Heinrich Heer schrieb bereits 1927 im Joggeli-Kalender, der vom Verlag (heute Jean Frey AG) von Jean Frey (1861–1951) herausgegeben wurde.
Er veröffentlichte Novellen, Legenden, historische Romane, heimatkundliche Sachbücher, Bühnenstücke und schrieb Texte zu Fotobänden, so unter anderem 1952 zu Bilder aus dem Unter-Engadin und 1960 zum Band Bergland Graubünden.
1942 engagierte er sich in der Schweizerischen Winterhilfe, die 1936 durch den Nationalrat Fritz Charles Wüthrich (1893–1976) gegründet worden war.
Im Rahmen der Aktion Pro Sihltal, verbunden mit einer Ausstellung 1948 im Zürcher Helmhaus, veröffentlichte er seine Schrift Das Buch vom Sihltal. Im selben Jahr nahm er auch als Schweizer Delegierter am XX. PEN-Kongress in Kopenhagen teil.
Die Schweizerische Schillerstiftung verteilte an ihre Mitglieder 1950 verschiedene Bücher, hierzu gehörte Die Krone der Gnade von Gottlieb Heinrich Heer.
Er schrieb auch für den 1956 von Samuel Schmitt gegründeten Viernheim-Verlag-Viernheim, der in Auflagen mit höchstens 333 Exemplaren veröffentlichte. Weiterhin veröffentlichte er verschiedene Rezensionen.
Zu seinen Publikationen nahm er auch an einer Vielzahl von Autorenlesungen teil und trat im Radio auf.
Ab 1932 war er, bis zu dessen Lebensende 1953, mit dem Schriftsteller Alfred Neumann befreundet, unter anderem war er weiterhin befreundet mit dem Kunsthistoriker Artur Weese (1868–1934).
1935 und 1936 traf er sich im Gasthof Zum Adler in Ermatingen, der von seiner Tante geführt wurde, mit Thomas Mann.

## Ehrungen und Auszeichnungen
- 1944: Schweizerische Schillerstiftung: Ehrengabe von 1'000 Schweizer Franken[20]
- 1946: Conrad-Ferdinand-Meyer-Preis[21]
- 1947: Literaturpreis der Stadt Zürich[22]
- 1951: Literaturpreis der Stadt Zürich[23]
- 1951/52: Carl-Heinrich-Ernst-Kunstpreis[24]
- 1961: Ehrengabe des Kantons Zürich[25]
- 1963: Ehrengabe der Stadt Zürich[26]
- Preis der Emil-Bührle-Stiftung für das schweizerische Schrifttum (siehe auch Emil Georg Bührle).

## Mitgliedschaften
Gottlieb Heinrich Heer war Mitglied des Schweizerischen Schriftstellervereins, des Vereins der Schweizer Presse und des Penclubs Zürich.

## Schriften (Auswahl)
- Jakob Christoph Heer (= Die Schweiz im deutschen Geistesleben). Huber, Frauenfeld/Leipzig 1927.
- Das Naturerlebnis Heinrich Federers: Grundzüge seiner künstlerischen Gestaltung und seiner psychologischen Deutung. P. Haupt, Bern 1930.
- Ein König, ein Mensch. 1933. Uraufführung in St. Gallen im Stadttheater.[27]
- mit Artur Weese: Ausgewählte Briefe. 1934.[28]
- Die Königin und der Landammann. Orell Füssli, Zürich/Leipzig 1936.
- Carolin spielt um Liebe. 1937. Uraufführung im St. Galler Stadttheater.[29]
- Thomas Platter. Orell Füssli, Zürich/Leipzig 1937.
- Fest im Grünen und andere Novellen. Orell Füssli, Zürich/Leipzig 1939.
- Ordnung und Schicksal. Scientia, Zürich 1941.[30]
- mit Werner A. Classen: Das Buch vom Schweizer Soldaten. 1942.
- Junker Diethelm und die Obristin. Orell Füssli, Zürich/Leipzig 1942.
- mit Albert J. Welti: Helfende Kräfte: Festspiel zum 100. jährigen Jubiläum der Betriebskrankenkasse Gebrüder Sulzer AG, Winterthur: 1845–1945. Fr. Zeller-Bürgler, Winterthur 1944.
- Die wunderbare Flut – Eine Legende. Orell Füssli, Zürich/Leipzig 1945.[31]
- mit Sophia Galsterer: Der schwarze Garten – Eine Zürcher Legende. Scientia-Verlag, Zürich 1945.[32]
- Zauber der Harfe. Bühl-Verlag, Herrliberg-Zürich 1946.
- mit Charles Hug, Julius Wagner, Otto Zinniker, Herbert Alboth, Robert Ackermann, Heinrich Hintermeister, Eduard Achilles Gessler: Die Schweiz – mein Land. Verkehrsverlag, Zürich 1946.
- mit Fritz Deringer: Das Buch vom Sihltal. Fretz & Wasmuth Verlag, Zürich 1948.[33]
- Zürich. Novos, Lausanne 1949.
- Die Krone der Gnade. Fretz & Wasmuth, Zürich 1950.
- Die Schweiz erzählt. Österreichische Buchgemeinschaft, Wien 1950.
- Ewiger Friede. Interlaken 1950.
- Kleine Stadtbürgerkunde. Neue Zürcher Zeitung, Zürich 1950.[34]
- Verlorene Söhne. Orell Füssli, Zürich 1951.[35]
- mit Kay Yvonne Trüb, Annita Stiefel, James Hull, Hugues Faesi: Bilder aus dem Unter-Engadin. Fretz & Wasmuth, Zürich 1952.
- Ansprache zur Eröffnung der Kunstausstellung der «Vereinigung Pro Sihltal» in Langnau am Albis, 28. März 1953. Langnau am Albis 1953.
- Spuk in der Wolfsschlucht – Roman um Carl Maria von Weber. Fretz & Wasmuth, Zürich / Stuttgart 1953.
- Gottfried Kellers Anteil an der Schweizer Polenhilfe 1863/1864. In: 21. Jahresbericht der Gottfried Keller-Gesellschaft Zürich. (Digitalisat)
- Vielfalt der Schweiz – beglückende Fahrten. Orell Füssli Verlag, Zürich 1956.
- 100 Jahre Mascioni – 1857–1957. Graubünden 1957.
- Die Russen in Zürich. Fretz, Zürich 1958.
- Die Sage vom Glockenhügel. Viernheim Verlag, Zürich 1959.
- Bergland Graubünden. Hallwag, Bern 1960.
- Am Saum der Schweiz. Zürich/Stuttgart 1962.
- Die rote Mütze. Artemis Verlag, Zürich/Stuttgart 1963.

### Veröffentlichungen in Zeitungen und Zeitschriften (Auswahl)
(Wenn nicht anders erwähnt archiviert in E-Periodica der ETH Zürich)
- Unterseelandschaft. In: Am häuslichen Herd. Band 36, Heft 4. 1933–1934, S. 200–204.
- Jean Affeltranger, geboren am 22. April 1874. In: Am häuslichen Herd. Band 38, Heft 4. 1934–1935, S. 80–84.
- Der Schweizer Schriftsteller und die Fragen der Gegenwart. In: Der Bund. 23. Juni 1940.
- Der Spion. In: Appenzeller Kalender. Band 219. 1940.
- Im Grenzland am Bodensee. In: Am häuslichen Herd. Band 47, Heft 23. 1943–1944, S. 456–457.
- Illustration von Gottlieb Heinrich Heer. In: Nebelspalter. Band 73, Heft 2. 1947, S. 18.
- Die Anekdote von Gottfried Keller. In: Am häuslichen Herd. Band 51, Heft 9. 1947–1948, S. 174–175.
- Ostern. In: Am häuslichen Herd. Band 51, Heft 12. 1947–1948, S. 235–236.
- Ein Kulturbild aus der Zürcher Landschaft: Wülflingen und seine Schlösser. In: Am häuslichen Herd. Band 51, Heft 9. 1947–1948, S. 195–1196.
- Zuversicht des Herzens. In: Am häuslichen Herd. Band 52, Heft 7. 1948–1949, S. 137–138.
- Der unbekannte Gottfried Keller. In: Appenzeller Kalender. Band 228. 1949.
- Frühherbst am See. In: Am häuslichen Herd. Band 53, Heft 1. 1949–1950.
- Die Schnabelburg. In: Am häuslichen Herd. Band 53, Heft 1. 1949–1950, S. 393–395.
- Abschied von einem alten Hause. In: Am häuslichen Herd. Band 54, Heft 10. 1950–1951, S. 197–198.
- Lenz am Untersee. In: Am häuslichen Herd. Band 54, Heft 13. 1950–1951, S. 259–260.
- Ewiger Friede. In: Thurgauer Jahrbuch. Band 27, 1952, S. 26–35.
- Hagelraketen steigen. In: Am häuslichen Herd. Band 56, Heft 20. 1952–1953, S. 397–398.
- Carl Maria von Weber spielt. In: Am häuslichen Herd. Band 57, Heft 8. 1953–1954, S. 171–174.
- Sommer am Stausee. In: Am häuslichen Herd. Band 57, Heft 19. 1953–1954, S. 387–389.
- Der falsche Kapuziner. In: Nebelspalter. Band 80, Heft 50. 1954, S. 40.
- Sommerblicke auf den Zürichsee. In: Am häuslichen Herd. Band 58, Heft 21. 1954–1955, S. 414–416.
- Tropfsteinwunder. In: Das Schweizerische Rote Kreuz. Band 64, Heft 6. 1955, S. 6–7.
- Der Berninapass und das Puschlav. In: Am häuslichen Herd. Band 60, Heft 20. 1956–1957, S. 390–391.
- Winter im Toggenburg. In: Die Schweiz. Band 30, Heft 12. 1957, S. 16.
- Wenn ein Jahr endet… In: Am häuslichen Herd. Band 61, Heft 7. 1957–1958, S. 135–136.
- Der Schulmeister im Bergdorf. In: Am häuslichen Herd. Band 61, Heft 12. 1957–1958, S. 228–229.
- Sommerliches Marseille. In: Am häuslichen Herd. Band 61, Heft 20. 1957–1958, S. 395–396.
- Lob der Pilze. In: Am häuslichen Herd. Band 61, Heft 24. 1957–1958, S. 478–480.
- Am Saum der Schweiz. In: Neue Zürcher Zeitung. 4. Oktober 1958 (PDF; 7,6 MB; archiviert in static.nzz.ch).
- Wanderung auf den Brettern. In: Am häuslichen Herd. Band 62, Heft 8. 1958–1959, S. 159–160.
- Blick auf die Insel Kreta. In: Am häuslichen Herd. Band 63, Heft 12. 1959–1960, S. 473–474.
- J. C. Heer und Graubünden. In: Bündner Jahrbuch. Band 2. 1960, S. 71–83.
- Kirchen und Kapellen im Landschaftsbild der Sihlgemeinden. In: Die Schweiz. Band 33, Heft 10. 1960, S. 24.